# Cornelia Lazăr Turian
Cornelia Lazăr Turian (n. 31 ian. 1923, Hunedoara) a fost o actriță română. Este cunoscută prin rolul din filmul "Pistruiatul".

## Biografie
Cornelia Lazăr Turian era fiica zidarului șamotor Nicolae Țârlea, din Hunedoara, care lucra la combinat. Cornelia Țârlea s-a căsătorit la vârsta de 17 ani cu un bărbat de 37 de ani, cu care a avut o fiică: viitoarea actriță Dorina Lazăr (n. 1940). Și-a părăsit familia în 1945, fără a-și anunța soțul și fiica, ci doar pe sora ei, Victoria. A ajuns a Timișoara, unde s-a angajat funcționară la CFR. A urmat apoi cursurile de actorie de la Conservator, ca elevă a marilor actori Lilly Bulandra (sora lui Tony Bulandra) și Ioan Braborescu, și le-a absolvit cu note bune. A ajuns actriță la Teatrul Bulandra și a jucat alături de Lucia Sturdza-Bulandra în piesa „Mamouret“.

## Filme
- Canarul și viscolul (1970)
- Pistruiatul (1973)
- Tată de duminică (1975)
- Frați de cruce (1975)
- Patima (1975)
- Roșcovanul (1976)